# Nokia
Nokia Corporation (pronunciation /'nɔkiɑ/) (Nasdaq Helsinki: NOK1V, NYSE: NOK, FWB: NOA3) là tập đoàn viễn thông đa quốc gia có trụ sở tại Keilaniemi, Espoo, Phần Lan. Nokia tập trung vào các sản phẩm viễn thông không dây và cố định, với 129.746 nhân viên chính thức làm việc và bán sản phẩm ở hơn 150 quốc gia trên toàn cầu và đạt doanh số 41 tỷ euro với lợi tức 1,2 tỷ vào năm 2009. Đây là nhà sản xuất điện thoại di động lớn nhất thế giới với thị phần toàn cầu sản phẩm này chiếm khoảng 40% trong quý 2 năm 2008, tăng so với mức 38% quý 2 năm 2007 và tăng từ tỷ lệ 39% liên tục.
Ngày 3 tháng 9 năm 2013, Nokia công bố sẽ bán lại bộ phận Thiết bị và Dịch vụ cho Microsoft với giá 5,4 tỷ Euro (7.17 tỷ USD). Ngày 4 tháng 12 năm 2013, Liên minh châu Âu đã chính thức ký vào bản chấp thuận thương vụ mua lại này của Microsoft. Sau khi đồng ý bán Nokia về Microsoft, CEO Stephen Elop của Nokia đã nộp đơn từ chức và quay trở lại làm việc cho Microsoft với nhiệm vụ dẫn đắt bộ phận thiết bị di động. Ngày 25 tháng 4 năm 2014, Nokia tuyên bố chính thức hoàn tất thương vụ bán bộ phận sản xuất thiết bị cầm tay cho Microsoft. Tuy nhiên 2 nhà máy tại Ấn Độ và Hàn Quốc sẽ nằm ngoài thỏa thuận này. Ngoài ra do một "khúc mắc trong vấn đề thuế" với chính quyền Ấn Độ, Nokia sẽ vận hành nhà máy sản xuất Chennai tại đây là như một đơn vị sản xuất hợp đồng cho Microsoft. Bên cạnh đó nhà sản xuất điện thoại Phần Lan sẽ đóng cửa một nhà máy với 200 nhân công ở Masan, Hàn Quốc.

## Lịch sử

### Thời kì tiền viễn thông

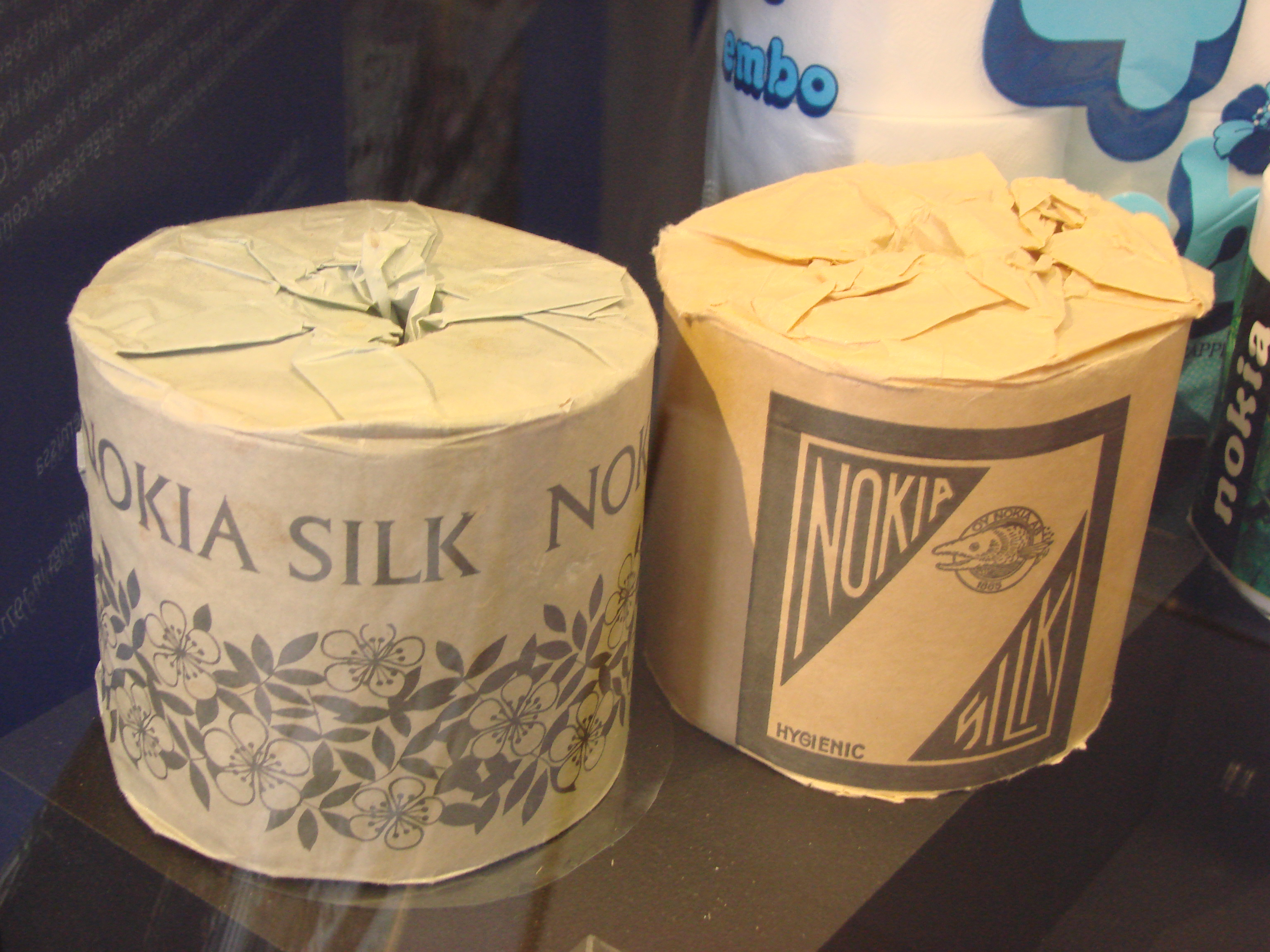
Giấy toilet do Nokia sản xuất những năm 1960

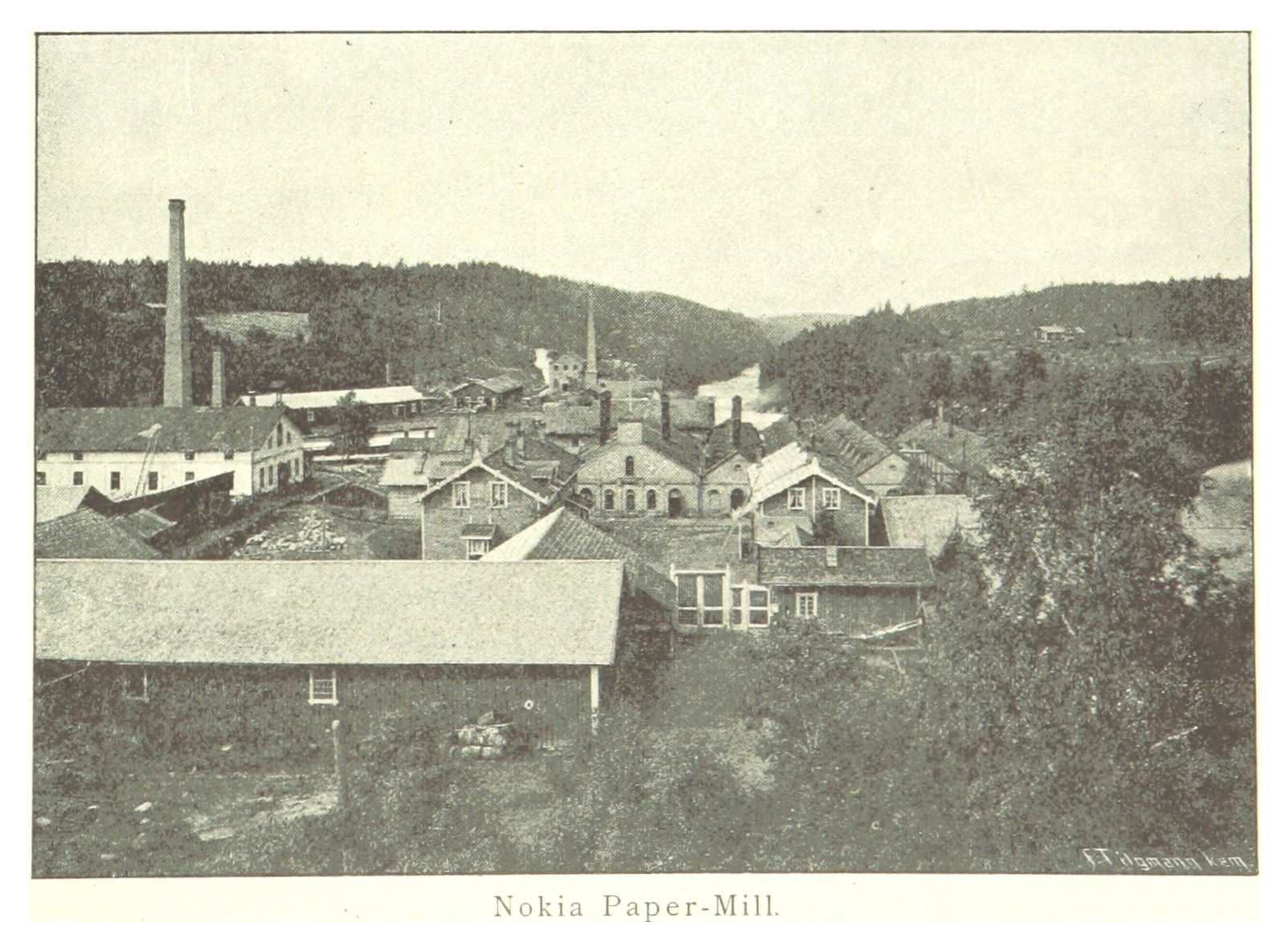
Nhà máy giấy Nokia thế kỷ 19

Tiền thân của Nokia ngày nay là công ty Nokia (Nokia Aktiebolag), công ty cao su Phần Lan Finnish Rubber Works Ltd (Suomen Gummitehdas Oy) và công ty cáp Phần Lan Finnish Cable Works Ltd (Suomen Kaapelitehdas Oy).
Lịch sử của Nokia bắt đầu vào năm 1865 khi kĩ sư người Phần Lan Fredrik Idestam cho xây dựng một nhà máy chế biến gỗ giấy công nghiệp bên bờ thác ghềnh Tammerkoski chảy qua thị trấn Tampere miền tây nam Phần Lan thuộc Đế quốc Nga và bắt đầu sản xuất giấy. Đến năm 1868, Idestam cho xây nhà máy thứ hai ở thị trấn có tên Nokia để khai thác tiềm năng thủy năng từ con sông nơi đây. Vào năm 1871, với sự giúp đỡ của người bạn thân Leo Mechelin, ông đã đổi tên và điều chỉnh lại cơ cấu công ti, qua đó cái tên Nokia được thành lập và tồn tại cho đến tận ngày nay.
Đến cuối thế kỉ 19, Michelin mong muốn được mở rộng công ty sang kinh doanh điện tử, nhưng ý kiến đó bị Idestam phản đối. Tuy vậy, vào năm 1896, Idestam nghỉ hưu và điều đó làm Michelin trở thành chủ tịch của công ty (từ năm 1896 đến 1914). Năm 1902, Michelin đã bổ sung thêm lĩnh vực sản xuất điện năng cho hoạt động kinh doanh của công ti.

### Kết hợp
Vào năm 1898, Eduard Polón thành lập Công ty sản phẩm cao su Phần Lan, chuyên sản sản xuất giày cao su và các sản phẩm cao su khác, dần dần đã trở thành đối tác kinh doanh của Nokia. Nguồn lợi thủy điện của dòng sông bên bờ thị trấn Nokia sau đó đã thu hút công ty và công ty này mở một nhà máy gần thị trấn khởi nghiệp của Nokia và họ bắt đầu sử dụng thương hiệu Nokia trên các sản phẩm của mình. Năm 1912, Arvid Wickström thành lập Công ty sản phẩm cáp Phần Lan, sản xuất điện thoại, cáp điện. Vào cuối thập niên 1910 thế kỉ 20, Nokia đang ở bờ vực phá sản. Để tiếp tục quá trình sản xuất điện, công ty sản phẩm cáp Phần Lan giành quyền kinh doanh của Nokia Company, lúc này đã vỡ nợ, không thể một mình kinh doanh được nữa. Đến năm 1922, công ty sản phẩm cao su Phần Lan lại mua lại công ty sản phẩm cáp Phần Lan. Năm 1937, Verner Weckman, vận động viên vật và là người Phần Lan đầu tiên giành huy chương vàng Olympic trở thành chủ tịch của Finnish Cable Works, sau 16 năm làm giám đốc kĩ thuật. Sau Chiến tranh thế giới thứ 2, Finnish Cable Works cung cấp cáp và dây điện cho phía Liên Xô như là một điều khoản bồi thường chiến tranh. Điều này đã cho công ty một vị trí tốt hơn trên thương trường sau này.
Ba công ty trên, về nguyên tắc đã được hợp nhất từ năm 1922, đã chính thức kết hợp các ngành công nghiệp lại vào năm 1967 với tên gọi Tập đoàn Nokia (Nokia Corporation), mở đường cho Nokia trở thành tập đoàn đa quốc gia như ngày nay.. Công ty mới được phép kinh doanh trong nhiều ngành công nghiệp như như: sản xuất xe hơi, lốp xe đạp, giày dép (bao gồm cả ủng cao su), cáp thông tin, truyền hình máy tính cá nhân, thông tin liên lạc, nhựa, nhôm, hóa chất, tụ điện, công nghệ người máy và thậm chí là sản xuất thiết bị quân sự cho quân đội Phần Lan (như thiết bị SANLA M/90 và mặt nạ chống độc M61). Mỗi ngành đều có giám đốc riêng và mỗi giám đốc đều phải báo cáo lại cho chủ tịch đầu tiên của tập đoàn, ông Björn Westerlund. Trước đó với tư cách là chủ tịch Finnish Cable Works, ông là người có trách nhiệm trong việc xây dựng bộ phận điện tử đầu tiên của công ti, gieo mầm cho Nokia trở thành bá chủ truyền thông trong tương lai.
Cuối cùng, công ty quyết định từ bỏ các lĩnh vực điện tử vào đầu những năm 90 và chỉ tập trung toàn bộ sức lực trong ngành viễn thông đang trên đà phát triển nhanh chóng. Nokian Tyres, nhà sản xuất lốp xe, tách ra khỏi Tập đoàn Nokia vào năm 1988, và hai năm sau Nokian Footwear chuyên sản xuất giày cao su cũng được tách ra khỏi tập đoàn. Trong quãng thời gian còn lại của thập niên 90, Nokia gạt bỏ hết những ngành, lĩnh vực không thuộc về viễn thông.

### Thời kì viễn thông
Hạt giống của sự thăng hoa của Nokia ngày nay được gieo trồng khi hãng sản xuất bộ phận điện tử (electronics section) của truyền hình cáp vào năm 1960 và hai năm sau, họ sản xuất thiết bị điện tử đầu tiên, một xung phân tích trong nhà máy điện nguyên tử. Năm 1967, phần này được tách riêng ra và bắt đầu sản xuất thiết bị viễn thông. CEO chủ chốt của công ty, Björn "Nalle" Westerlund (1912–2009), người đã thành lập bộ phận điện tử và bán rất chạy hàng trong suốt 15 năm.

### Thiết bị mạng
Trong những năm 1970, Nokia tham gia nhiều hơn vào ngành công nghiệp viễn thông với sản phẩm DX Nokia 200 - một chuyển mạch (switch) điện tử cho điện thoại. DX Nokia 200 dần trở nên thông dụng do sự linh hoạt và đa dụng. Tính linh hoạt trong cấu trúc của nó cho phép Nokia sản xuất nhiều hơn những mặt hàng switch điện tử. Năm 1984, bắt đầu công cuộc xây dựng phiên bản dành cho mạng điện thoại di động Bắc Âu Nordic Mobile Telephony. Nordic Mobile Telephony là mạng di động đa quốc gia đầu tiên trên thế giới, mở ra nền tảng cho sự phát triển nhanh chóng cho ngành công nghiệp di động sau đó.
Trong những thập niên 70 và 80 của thế kỉ 20, Nokia còn phát triển Sanomalaitejärjestelmä, một hệ thống truyền tin nhắn, dựa trên văn bản kỹ thuật số được mã hóa dành cho Bộ Quốc phòng Phần Lan. Thiết bị hiện tại được Bộ Quốc phòng Phần Lan đang sử dụng là chiếc Sanomalaite M/90.

### Điện thoại đầu tiên
Ban đầu, Nokia sản xuất điện thoại mang chuẩn tiền di động "0G". Trong giai đoạn này, Nokia sản xuất một loạt thiết bị di động nhưng nó giống radio hơn là điện thoại. Từ năm 1964, Nokia sản xuất radio, cùng thời điểm với Solora Oy. 1966, Nokia và Solora Oy phát triển chuẩn ARP (viết tắt của Autoradiopuhelin, trong tiếng Anh là car radio phone ), một hệ thống radio nền dành cho xe hơi và là mạng điện thoại mở cửa cho công chúng nhằm mục đích thương mại đầu tiên của Phần Lan. Nó lên sóng vào năm 1971 và phủ sóng toàn quốc vào năm 1978. Nokia sản xuất rất nhiều sản phẩm cho từng phân đoạn thị trường và protocol bao gồm GSM, CDMA và W-CDMA (UMTS). Nokia cũng sở hữu những dịch vụ Internet cho phép người dùng có thể truy cập vào để tải âm nhạc, bản đồ, tin nhắn và trò chơi cùng nhiều tiện ích khác. Công ty con của Nokia là Nokia Siemens Network sản xuất các thiết bị kết nối mạng, giải pháp và dịch vụ. Nokia hoạt động ở các lĩnh vực nghiên cứu, phát triển, sản xuất và thương mại ở nhiều nước trên thế giới. Tháng 12/2008 Nokia đã mở văn phòng đại diện ở 16 nước với 39,350 người nghiên cứu và phát triển khoảng 31% tổng số nhân công. Trung tâm nghiên cứu Nokia thành lập năm 1986 là một đơn vị nghiên cứu công nghiệp gồm 500 người nghiên cứu, kỹ sư và nhà khoa học. Nó có cơ sở ở 7 nước: Phần Lan; Trung Quốc; Ấn Độ; Kenya; Thụy Sĩ; Anh và Mỹ. Ngoài trung tâm nghiên cứu đó năm 2001 Nokia đã thành lập (và làm chủ) INdT - Viện công nghệ Nokia có cơ sở ở Brasil. Nokia có 15 khoa sản xuất nằm ở Espoo, Oulu và Salo, Phần Lan; Manaus, Brasil; Bắc Kinh, Dongguan và Suzhou, Trung Quốc; Farnborough, Anh; Komárom, Hungary; Chennai, Ấn Độ; Reynosa, Mexico; Jucu, Romania and Masan, Hàn Quốc. Ban thiết kế của Nokia nằm ở Salo, Phần Lan

### Vụ mua lại của Microsoft
Ngày 25/4/2014 Microsoft đã chính thức xác nhận đã mua lại bộ phận thiết bị và dịch vụ của Nokia và toàn bộ các nhân viên liên quan về tập đoàn Microsoft trong 1 thương vụ trị giá 7.2 tỷ USD. Đồng thời, Microsoft cũng đã đổi tên bộ phận thiết bị và dịch vụ của Nokia thành một cái tên hoàn toàn khác: Microsoft Devices. Microsoft cũng sẽ đổi tên dòng điện thoại Nokia Lumia thành Microsoft Lumia.

### Sự nghiệp hồi sinh
Ngày 18/5/2016, Microsoft Mobile công bố thương vụ chuyển giao mảng kinh doanh điện thoại phổ thông cho FIH Mobile, mô tả điều này như một 'điều khoản thêm vào không mong đợi'. Cùng thời điểm, công ty này bán lại cho HMD Global, gồm quyền thiết kế và quyền sử dụng thương hiệu "Nokia" cho tất cả các loại điện thoại di dộng và máy tính bảng trên toàn thế giới cho tới năm 2024. Trong năm 2017, Nokia (HMD Global) đã cho ra mắt Nokia 3310 (2017), Nokia 105 (2017) cùng với các smartphone Nokia 2, Nokia 3, Nokia 5, Nokia 6, Nokia 8. Đến năm 2018, HMD Global tiếp tục sự hồi sinh của Nokia với việc hồi sinh chiếc Nokia 8110 4G cùng với các smartphone Nokia 1 (thiết bị chạy Android Go đầu tiên), Nokia 2.1, Nokia 3.1, Nokia 5.1, Nokia 6.1, Nokia 7 Plus, Nokia 8 Sirocco, Nokia 5.1 Plus, Nokia 6.1 Plus và Nokia 8.1 để đánh dấu sự trở lại của Nokia ở thị trường quốc tế.

## Tập đoàn
Tập đoàn Nokia được phân chia thành 4 bộ phận kinh doanh chính:
1. Điện thoại di động
2. Giải trí đa phương tiện
3. Giải pháp mạng
4. Giải pháp cho doanh nghiệp

## Biểu trưng của Nokia

Biểu trưng của Nokia từ năm 2006,[32] với khẩu hiệu "Connecting People" (Liên kết Mọi người), do Erik Spiekermann thiết kế.[33]
Logo in đậm được giới thiệu vào năm 2007. Nokia đã ngừng sử dụng slogan kèm theo logo kể từ năm 2011.
Logo chính thức mới từ năm 2023.